# 5-я дивизия (Канада)
5-я дивизия (англ. 5th Canadian Division, фр. 5e Division du Canada) — тактическое соединение канадской армии, ответственное за командование и мобилизацию большинства армейских подразделений в провинциях Нью-Брансуик, Новая Шотландия, остров Принца Эдуарда, Ньюфаундленд и Лабрадор; а также некоторых подразделений в Кингстоне, Онтарио. Соединение узнаваемо по отличительной тёмно-бордовой нашивке, которую носят на рукаве его солдаты.
Впервые она была создана как формирование Канадских экспедиционных сил во время Первой мировой войны. Она была расформирована во время войны только для того, чтобы быть восстановленной путем переименования из 1-й канадской бронетанковой дивизии в 5-ю канадскую (бронетанковую) дивизию во время Второй мировой войны. Она была упразднена после демобилизации и вновь сформирована в 2013 году с переименованием Атлантического округа сухопутных войск (Land Force Area Atlantic).

## Состав

### 1945 год
Состав с июля 1944 по март 1945:
- 5-я бронетанковая бригада (5th Canadian Armoured Brigade)
  - 2-й бронетанковый полк (Конный полк лорда Стратконы (королевский канадский)) (2nd Armoured Regiment (Lord Strathcona’s Horse (Royal Canadians)))
  - 5-й бронетанковый полк (8-й принцессы Луизы (ньюбрансуикский) гусарский полк) (5th Armoured Regiment (8th Princess Louise’s (New Brunswick) Hussars))
  - 9-й бронетанковый полк (Британскоколумбийский драгунский полк) (9th Armoured Regiment (The British Columbia Dragoons))
- 11-я пехотная бригада (11th Canadian Infantry Brigade)
  - 1-й батальон Пертского полка (1st Battalion, The Perth Regiment)
  - 1-й батальон Кейпбретонского хайлендского полка (1st Battalion, The Cape Breton Highlanders)
  - 1-й батальон Ирландского полка Канады (1st Battalion, The Irish Regiment of Canada)
  - 11-я отдельная пулемётная рота (11th Independent Machine Gun Company (The Princess Louise Fusiliers))
  - Взвод наземной обороны (лорнейский шотландский) (11th Infantry Brigade Ground Defence Platoon (Lorne Scots))
- 12-я пехотная бригада (12th Canadian Infantry Brigade (raised in August 1944))
  - 1-й батальон Уэстминстерского полка (моторизованный) (1st Battalion, The Westminster Regiment (Motor))
  - 4-й принцессы Луизы драгунский гвардейский полк (4th Princess Louise Dragoon Guards) (придан от 1-й пехотной дивизии)
  - Ланаркский и ренфрюйский шотландский полк (The Lanark and Renfrew Scottish Regiment) (из корпусных подразделений ПВО)
  - 3-й бронетанковый разведывательный полк (конный гвардейский генерал-губернатора) (3rd Armoured Reconnaissance Regiment (The Governor General’s Horse Guards))
  - 12-я отдельная пулемётная рота (фузилёры принцессы Луизы) (12th Independent Machine Gun Company (The Princess Louise Fusiliers))
  - Взвод наземной обороны (лорнейский шотландский) (12th Infantry Brigade Ground Defence Platoon (Lorne Scots))
- Остальные подразделения
  - 17-й артиллерийский полк (17th Field Artillery Regiment)
  - 8-й самоходный артиллерийский полк (8th Field Artillery Regiment (Self-Propelled))
  - 4-й противотанковый полк (4th Anti-tank Regiment)
  - 5-й лёгкий зенитный полк (5th Light Anti-Aircraft Regiment)
  - Эскадрон Г 25-го бронетанкового полка доставки («G» Squadron, 25th Armoured Delivery Regiment (The Elgin Regiment), Royal Canadian Armoured Corps)
  - 1-й эскадрон Королевских канадских инженеров (** (1st Field Squadron, RCE)
  - 10-й эскадрон Королевских канадских инженеров (** (10th Field Squadron, RCE)
  - 4-й парковый эскадрон Королевских канадских инженеров (4th Field Park Squadron, RCE)
  - Мостовой взвод Королевских канадских инженеров (5th Canadian Armoured Division Bridge Troop, RCE)
  - Батальон связи (5th Canadian Armoured Divisional Signals, RCSigs)
  - 5-я провост рота Канадского провост корпуса (No. 5 Provost Company, Canadian Provost Corps)

### 2022 год

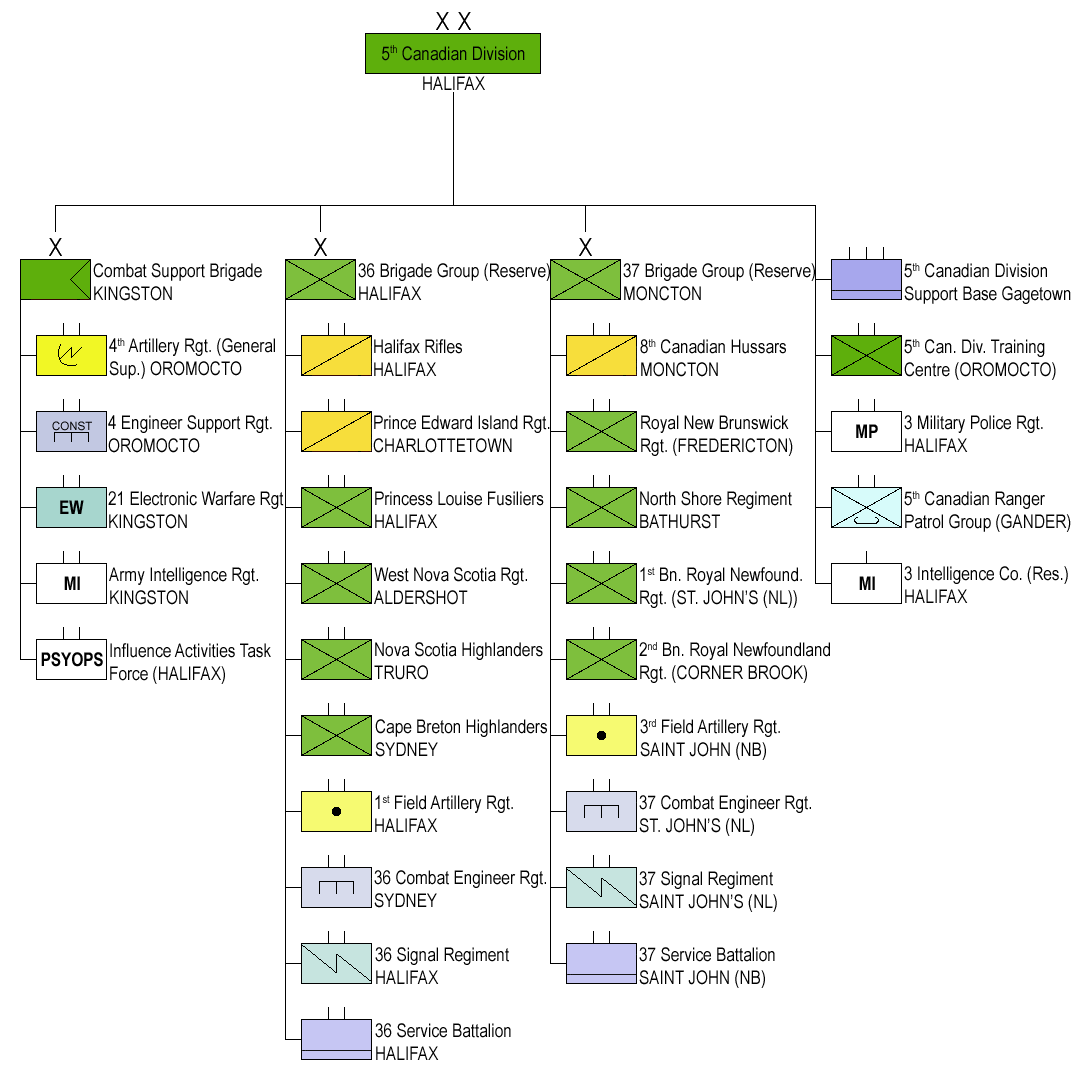
Структура 5-й дивизии

| Подразделение | Локация  |
| ------------- | -------- |
| Штаб дивизии  | Галифакс |

#### Бригада боевого обеспечения
| Подразделение                               | Специализация                  | Локация   |
| ------------------------------------------- | ------------------------------ | --------- |
| Штаб бригады                                |                                | Кингстон  |
| 4-й артиллерийский полк                     | Артиллерия                     | Гейджтаун |
| 4-й инженерный полк                         | Инженерные войска              | Гейджтаун |
| 21-й полк РЭБ                               | Войска радиоэлектронной борьбы | Кингстон  |
| Разведывательный полк                       | Войсковая разведка             | Кингстон  |
| Оперативная группа психологических операций | Психологическая война          | Галифакс  |

#### 36-я резервная бригада
| Подразделение                                       | Специализация       | Локация    |
| --------------------------------------------------- | ------------------- | ---------- |
| Штаб                                                |                     | Галифакс   |
| Галифакский стрелковый полк                         | войсковая разведка  | Галифакс   |
| Островной полк принца Эдварда                       | войсковая разведка  | Шарлоттаун |
| Фузилёрный полк принцессы Луизы                     | лёгкая пехота       | Галифакс   |
| Западноновошотландский полк                         | лёгкая пехота       | Кентвилл   |
| Новошотландский хайлендерский полк (северный)       | лёгкая пехота       | Труро      |
| Кейпбретонский хайлендский полк                     | лёгкая пехота       | Сидни      |
| 1-й (галифакский и дартмутский) артиллерийский полк | артиллерия          | Галифакс   |
| 84-я отдельная батарея                              | артиллерия          | Ярмут      |
| 36-й инженерный полк                                | инженерные войска   | Шируотер   |
| 36-й полк связи                                     | войска связи        | Галифакс   |
| 36-й батальон обслуживания                          | тыловое обеспечение | Галифакс   |

#### 37-я резервная бригада
| Подразделение                                     | Специализация       | Локация                  |
| ------------------------------------------------- | ------------------- | ------------------------ |
| Штаб бригады                                      |                     | Галифакс                 |
| 8-й канадский гусарский полк (принцессы Луизы)    | войсковая разведка  | Монктон                  |
| Королевский ньюбрансуикский полк                  | лёгкая пехота       | Фредериктон              |
| Северобережный (ньюбрансуикский) полк             | лёгкая пехота       | Батерст                  |
| 1-й батальон Королевского ньюфаундлендского полка | лёгкая пехота       | Сент-Джонс               |
| 2-й батальон Королевского ньюфаундлендского полка | лёгкая пехота       | Корнер-Брук              |
| 3-й артиллерийский полк                           | артиллерия          | Сент-Джон, Фредериктон   |
| 37-й инженерный полк                              | инженерные войска   | Сент-Джонс и Фредериктон |
| 37-й полк связи                                   | войска связи        | Сент-Джон и Сент-Джонс   |
| 37-й батальон обслуживания                        | тыловое обеспечение | Сент-Джон                |

#### Прочее
| Подразделение                         | Локация             |
| ------------------------------------- | ------------------- |
| Группа поддержки дивизии              | Гейджтаун, Олдершот |
| Учебный центр                         | Гейджтаун           |
| 5-я патрульная группа рейнджеров      | Гандер              |
| 3-я разведывательная рота (резервная) | Галифакс            |